# جينا راندال
جينا راندال (بالإنجليزية: Jenna Randall)‏ هي سباحة متزامنة بريطانية، ولدت في 20 سبتمبر 1988 في أسكوت في المملكة المتحدة.

## وصلات خارجية
- جينا راندال على موقع الاتحاد الدولي للسباحة (الإنجليزية)
- جينا راندال على موقع اللجنة الأولمبية الدولية (الإنجليزية)
- جينا راندال على موقع أوليمبيديا (الإنجليزية)
- جينا راندال على موقع اللجنة الأولمبية البريطانية (الإنجليزية)
- جينا راندال على موقع اتحاد ألعاب الكومنولث (مؤرشف) (الإنجليزية)
- جينا راندال على موقع اتحاد ألعاب الكومنولث (مؤرشف) (الإنجليزية)